# Tüskésangolna-alakúak
A tüskésangolna-alakúak (Synbranchiformes) a csontos halak (Osteichthyes) főosztályába és a sugarasúszójú halak (Actinopterygii) osztályába tartozó rend.

## Rendszerezés
A rendbe az alábbi alrendek és családok tartoznak.
- Mastacembeloidei - 2 család
  - Chaudhuriidae
  - Nyilascsőrűhal-félék (Mastacembelidae)
- Synbranchoidei - 1 család
  - Synbranchidae